# Trou du sentier du piton Textor
Le trou du sentier du Piton Textor est une cavité de 48 mètres de profondeur totale, vestige d'un ancien tunnel de lave sur le Massif du Piton de la Fournaise visible sur le sentier du Piton Textor, sur le territoire de la commune du Tampon.

## Description
L'entrée s'effectue par un puits de 5 mètres de profondeur qui donne accès, vers l'aval après un ressaut de 3 mètres, à un tube de 4 mètres de hauteur sur 3 mètres de largeur, qu'il est possible de suivre sur une centaine de mètres avant d’atteindre un siphon de lave.